# Walter Sedlmayr
Walter Sedlmayr (* 6. Januar 1926 in München; † 14. Juli 1990 ebenda) war ein deutscher Volksschauspieler, Fernsehregisseur und Autor.

## Leben

### Jugend
Der Sohn des Tabakhändlers Richard Sedlmayr und der Hausfrau Maria Rott wechselte aufgrund schlechter Noten mehrmals die Schule, bevor er 1945 am Schwabinger Gisela-Gymnasium ein Notabitur ablegte.

### Schauspielerei und Rundfunk
Nach seiner Rückkehr aus dem Krieg spielte Sedlmayr an mehreren Münchner Theatern. Den Münchner Kammerspielen blieb er über 25 Jahre lang treu, obwohl er dort nie eine Hauptrolle spielte. In den 1940er und 1950er Jahren spielte er in zahlreichen Heimatfilmen, hauptsächlich in kleinen Nebenrollen an der Seite von Heinz Rühmann, Liselotte Pulver, O. W. Fischer u. a.
1971 wurde die kurz zuvor aus der Schlosskapelle Blutenburg gestohlene Blutenburger Madonna in Sedlmayrs Haus in Feldmoching gefunden. Der inzwischen zu einem der „Hausschauspieler“ von Regisseur Rainer Werner Fassbinder aufgestiegene Sedlmayr wurde wegen des Verdachts auf Diebstahl und Hehlerei in Untersuchungshaft genommen. Nach fünf Tagen wurde der Haftbefehl vom Landgericht München I aufgehoben; der Fall wurde nie geklärt. Der Vorfall machte ihn schlagartig bekannt und verhalf ihm zu größeren Rollen, darunter die auf ihn zugeschneiderte Hauptrolle in dem Syberberg-Film Th. Hierneis oder: wie man ehem. Hofkoch wird, die ihm auch den künstlerischen Durchbruch bescherte.
In der Folgezeit spielte Walter Sedlmayr in zahlreichen Fernsehserien, darunter Münchner Geschichten, Der Herr Kottnik und Der Millionenbauer. Der Erfolg der Serie Polizeiinspektion 1 (1977 bis 1988) mit Uschi Glas und Elmar Wepper trug sehr zu seiner Popularität bei. Ab 1982 trat Sedlmayr alljährlich bei der traditionellen Starkbierprobe auf dem Nockherberg auf und las beim Derblecken den Politikern die Leviten. Nebenbei drehte er auch anspruchsvolle Reisedokumentationen und war als Werbeträger für die Paulaner-Brauerei, Nescafé und TUC-Kräcker tätig.
Seit den 1980er Jahren arbeitete Sedlmayr auch beim Bayerischen Rundfunk und hatte auf Bayern 1 die wöchentliche Radiosendung Beehren Sie uns bald wieder. Zudem spielte er in der Hörfunkreihe Er und Sie zusammen mit Ruth Kappelsberger. 1990 moderierte er eine wöchentliche Sendung beim privaten Klassiksender Radio Belcanto.

### Geschäftliches
Durch Film- und Werbeeinnahmen, Erbschaften, An- und Verkauf von Antiquitäten und Kunstgegenständen sowie Immobilienhandel war Sedlmayr mehrfacher Millionär. Er eröffnete im Februar 1989 die Gastwirtschaft Beim Sedlmayr (vormals Fischerwirt) an der Westenriederstraße 14 nahe dem Viktualienmarkt in München, deren Leitung er seinem Ziehsohn Wolfgang Werlé anvertraute. Mit diesem kam es im Mai 1990 zu einem schweren Zerwürfnis, weil Sedlmayr ihm vorwarf, ihn geschäftlich betrogen zu haben.

### Ermordung

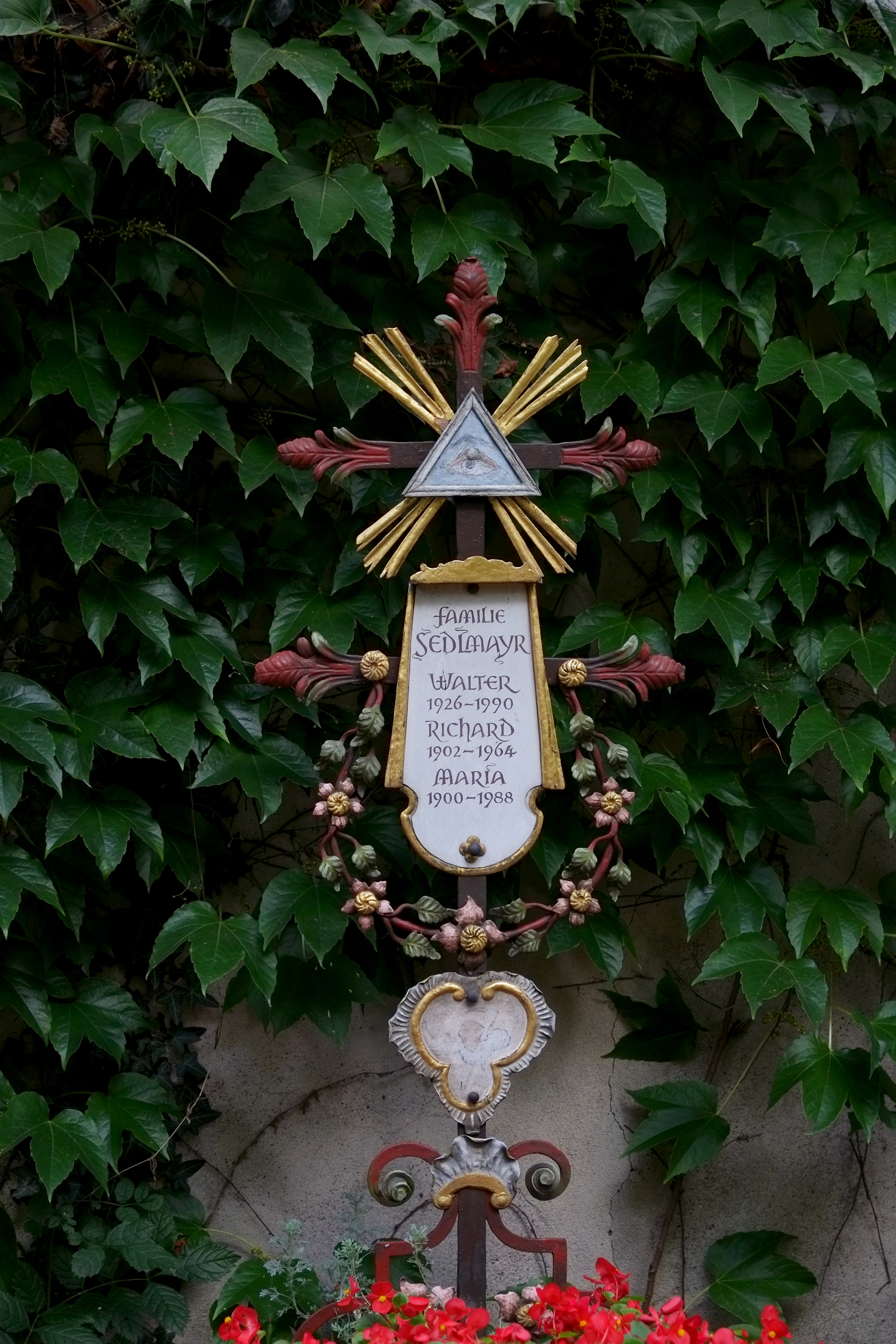
Grab der Familie Sedlmayr

Am 15. Juli 1990 wurde Sedlmayr von seinem Privatsekretär tot im Schlafzimmer seiner Wohnung in der Elisabethstraße 5 in München-Schwabing aufgefunden. Er war mit mehreren Messerstichen an Hals und Nieren verletzt und mit einem Hammer erschlagen worden.
Durch die Ermittlungen erfuhr die Öffentlichkeit erstmals vom Privatleben des Volksschauspielers. Sedlmayr stand zeitlebens im Spannungsfeld zwischen seinem bürgerlich-konservativen Image eines „Vorzeige-Bayern“ und seiner heimlichen Homosexualität. Er hatte stets versucht, seine sexuellen Präferenzen zu verbergen.
Die Ermittlungen der Polizei, die auch V-Männer einsetzte, konzentrierten sich zunächst auf die Stricherszene. Bald stellte sich jedoch heraus, dass die Auffindesituation am Tatort massiv gestellt gewesen war, weshalb auch der Leiter der Münchner Mordkommission, Josef Wilfling, die angebliche Vorliebe Sedlmayrs für sadomasochistische Praktiken bestritt. Zwischenzeitlich geriet der Privatsekretär durch ein dilettantisch gefälschtes Testament in Verdacht, seinen Arbeitgeber getötet zu haben; später wurde er wegen Urkundenfälschung verurteilt.
Am 21. Mai 1991 wurden Sedlmayrs Ziehsohn Wolfgang Werlé und dessen Halbbruder Manfred Lauber festgenommen und 1993 in einem Indizienprozess zu lebenslanger Haft verurteilt; bei Werlé wurde eine besondere Schwere der Schuld festgestellt. Die Verlobte eines der Täter hatte einem V-Mann gestanden, dass die Tatwaffe aus ihrem Haushalt stamme, dies aber später widerrufen. Der Haupttäter wurde durch ein Geständnis vor Mithäftlingen belastet, das diese später widerriefen. Die Halbbrüder bestritten die Tat weiterhin, Versuche einer Wiederaufnahme des Verfahrens scheiterten jedoch, zuletzt im Jahr 2005, als sich die Verteidiger auf die Aussagen einer Putzfrau und die an einem Türpfosten gefundenen Fingerabdrücke eines vorbestraften Mannes beriefen, der sich in Sedlmayrs Wohnung aufgehalten hatte und nach dem Mord nach Spanien geflüchtet war.
Werlé wurde im August 2007, Lauber im Januar 2008 auf Bewährung aus der Haft entlassen. Da bei Werlé die besondere Schwere der Schuld festgestellt worden war, wäre eine Bewährung nach 15 Jahren nicht möglich gewesen, aber bereits nach 16 Jahren wurde sie aufgrund einer positiven Sozialprognose gewährt.
Beide versuchten mit zahlreichen Unterlassungsverfügungen gegen Onlinearchive die Löschung ihrer Namen zu erreichen. Im November 2009 legte der Bundesgerichtshof die Klage eines der Täter auf Nichtnennung seines Namens im Internet-Angebot eines österreichischen Medienunternehmens dem Europäischen Gerichtshof vor, um unter anderem die Zuständigkeit deutscher Gerichte zu klären. Der Bundesgerichtshof entschied am 15. Dezember 2009, dass die Verurteilten keinen Anspruch auf Entfernung ihrer Namen hätten, da dies eine unzulässige Einschränkung der Meinungs- und Medienfreiheit bedeuten würde. Der Europäische Gerichtshof für Menschenrechte bestätigte die Sichtweise des Bundesgerichtshofes im Juni 2018, wonach die Medien die Aufgabe hätten, sich an der Meinungsbildung zu beteiligen, indem sie der Öffentlichkeit die in ihren Archiven verwahrten Informationen zur Verfügung stellten. Dies überwiege gegenüber dem Recht verurteilter Straftäter auf Vergessen.

### Beerdigung und Grab
Die Trauerfeier für Walter Sedlmayr fand in der Aussegnungshalle des Münchner Nordfriedhofs statt. Nach der Einäscherung wurde seine Urne auf dem Bogenhausener Friedhof in München beigesetzt.

## Darstellung im Film
- 2001 wurde Sedlmayrs Geschichte in der Fernsehproduktion Wambo von Jo Baier mit Jürgen Tarrach in der Hauptrolle verfilmt.
- In der ARD-Reihe Die großen Kriminalfälle (Staffel 1, Folge 6) wurde der Fall Sedlmayr nachgestellt.
- In der ZDF-Doku Aufgeklärt – Spektakuläre Kriminalfälle (Falsche Fährten: Der Fall Walter Sedlmayr) wird die Mordermittlung durch die Psychologin Katinka Keckeis und den ehemaligen Profiler Axel Petermann neu aufgerollt.[19]

## Filmographie

### Kino
- 1949: Die drei Dorfheiligen
- 1951: Heidelberger Romanze
- 1952: Jede Frau kann zaubern
- 1952: Zwei Menschen
- 1952: Der Weibertausch
- 1952: Der Herrgottschnitzer von Ammergau
- 1953: Ehestreik
- 1953: Die Mühle im Schwarzwäldertal
- 1954: Die kleine Stadt will schlafen gehn
- 1954: Rosen-Resli
- 1955: Ich weiß, wofür ich lebe
- 1955: Der Frontgockel
- 1955: Königswalzer
- 1955: Drei Mädels vom Rhein
- 1956: Hilfe – sie liebt mich!
- 1957: Der Jäger von Fall
- 1957: Heiraten verboten
- 1958: Der Pauker
- 1959: Der Schäfer vom Trutzberg
- 1959: Dorothea Angermann
- 1959: Menschen im Netz
- 1959: Buddenbrooks
- 1965: Die fromme Helene
- 1970: Das Glöcklein unterm Himmelbett
- 1971: Mathias Kneißl
- 1972: Händler der vier Jahreszeiten
- 1972: Die Moral der Ruth Halbfass
- 1972: Strohfeuer
- 1972: Th. Hierneis oder: wie man ehem. Hofkoch wird
- 1973: Die Sachverständigen
- 1974: Die Ameisen kommen
- 1974: Angst essen Seele auf
- 1974: Wetterleuchten über dem Zillertal
- 1974: Das Andechser Gefühl
- 1975: Faustrecht der Freiheit
- 1975: Das Amulett des Todes
- 1975: Lina Braake
- 1977: Die Jugendstreiche des Knaben Karl

### Fernsehen

#### Fernsehfilme
- 1956: Der Vogelhändler
- 1958: Die Mustergattin (nur Regie)
- 1960: Ein gewisses Röcheln (Regie & Autor)
- 1960: Nichts neues bei Herrn Müller (Regie & Autor)
- 1961: Der jüngste Tag
- 1961: Der Sonntagsausflug (nur Regie)
- 1962: Der Marquis von Keith
- 1962: Einen Jux will er sich machen
- 1962: Diamantenwirbel
- 1963: Nach Mitternacht im Studio (nur Regie)
- 1963: Das ist die Höhe
- 1963: Millionär für 3 Tage (nur Regie)
- 1964: Bei Tag und Nacht
- 1965: Die Raubritter von München (nur Regie)
- 1965: Radetzkymarsch
- 1966: Italienische Nacht
- 1966: Magdalena
- 1969: Frei bis zum nächsten Mal
- 1969: Der Rückfall
- 1970: Baal
- 1970: Niklashauser Fart
- 1971: Rio das Mortes
- 1971: Pioniere in Ingolstadt
- 1972: Bremer Freiheit
- 1972: Das feuerrote Spielmobil - Märchenbox: „Doktor Allwissend“
- 1973: Welt am Draht
- 1973: Steig ein und stirb
- 1973: Die Schießübung, Politkomödie, ausgestrahlt am 8. Januar 1975 um 22:05 vom ZDF, Spieldauer 95 Minuten. Regie Norbert Kückelmann, Kamera Jürgen Jürges, Darsteller neben Sedlmayr u. a. noch Wilfried Klaus und Maximilian Raab[20][21][22][23]
- 1974: Die Reform
- 1974: Die Kurpfuscherin
- 1975: Ein deutsches Attentat
- 1976: Hände gut alles gut
- 1976: Der verkaufte Großvater
- 1977: Zeit der Bewährung
- 1979: Anton Sittinger
- 1981: Mein Freund, der Scheich
- 1984: Rambo Zambo

#### Fernsehserien
- Am Sonntag gehört Vati uns
  - 1964: Die Axt im Haus (nur Regie)
  - 1964: Die Geburtstagsüberraschung (nur Regie)
  - 1964: Wir sind nicht zu Hause (nur Regie)
- Das Kriminalmuseum
  - 1964: Das Kriminalmuseum – Der stumme Kronzeuge
  - 1964: Das Kriminalmuseum – Gesucht: Reisebegleiter
  - 1964: Das Kriminalmuseum – Akte Dr. W.
  - 1964: Das Kriminalmuseum – Tödliches Schach
  - 1968: Das Kriminalmuseum – Der Scheck
  - 1970: Das Kriminalmuseum – Wer klingelt schon zur Fernsehzeit
- Tatort
  - 1972: Tatort – Münchner Kindl
  - 1973: Tatort – Tote brauchen keine Wohnung
- Der Kommissar
  - 1973: Der Kommissar – Ein Funken in der Kälte
  - 1974: Der Kommissar – Tod eines Landstreichers
  - 1975: Der Kommissar – Das goldene Pflaster
  - 1975: Der Kommissar – Ein Mord auf dem Lande
- Derrick
  - 1974: Derrick: Waldweg
  - 1975: Derrick – Alarm auf Revier 12

#### Weitere Serien
- 1966: Hafenpolizei – Die Pokerpartie
- 1968: Der Staudamm
- 1972: Acht Stunden sind kein Tag
- 1973: Drei Partner
- 1973–1980: Münchner Nachmittag
- 1974: Münchner Geschichten
- 1974: Der Herr Kottnik
- 1974–1975: Spannagl & Sohn
- 1976: Alle Jahre wieder – Die Familie Semmeling
- 1976–1982: Reisen mit Walter Sedlmayr
- 1976–1979: Vater Seidl und sein Sohn
- 1977–1988: Polizeiinspektion 1
- 1978–1980: Der Alte
- 1979 und 1986/1987: Der Millionenbauer
- 1982–1990: Auf dem Nockherberg
- 1983: Monaco Franze – Der ewige Stenz
- 1983: Der nächste, bitte!
- 1983–1985: Unsere schönsten Jahre
- 1983–1986: Walter Sedlmayrs Fernseh-Illustrierte
- 1986–1987: Der Schwammerlkönig
- 1988: Eichbergers besondere Fälle
- 1991–1992: Küchengeschichten (gedreht schon Anfang 1989, nach seinem gewaltsamen Tod erst mal mit Sendesperre belegt.)

## Hörspiele
- 1950: D'Noaderin is da von Therese Bauer-Peissenberg. Rolle: Knecht. Regie: Hans Stadler. Produktion: Bayerischer Rundfunk
- 1968: Joel Brand von Heinar Kipphardt. Rolle: Sedlaczek. Regie: Walter Ohm. Produktion: BR/SWF.
- 1970: Bruder der Braut von Ernst Bruun Olsen. Rolle: Pfarrer. Regie: Martin Sperr. Produktion: Bayerischer Rundfunk.
- 1972: Keiner ist böse und keiner ist gut von Rainer Werner Fassbinder. Rolle: Großvater. Regie: Rainer Werner Fassbinder.  Produktion: Bayerischer Rundfunk.
- 1974: Agathe von Franz Hiesel. Rolle: Herr Schlick. Regie: Heinz-Günter Stamm. Produktion: BR/SFB.
- 1975: Die Geschichten vom Fräulein Pollinger von Ödön von Horváth. Rolle: Anton Maria Lachner. Regie: Ulrich Heising. Produktion: BR/SFB.
- 1979: Adele Spitzeder von Martin Sperr. Rolle: Wastl, der Wirt. Regie: Wolf Euba. Produktion: Bayerischer Rundfunk.
- 1979: I gib mi in deine Händ von Herbert Regele. Rolle: Pharisäer. Regie: Wilfried Feldhütter. Produktion: Bayerischer Rundfunk.

## Auszeichnungen
- 1973: Bundesfilmpreis für Theodor Hierneis oder: Wie man ehem. Hofkoch wird
- 1973: Adolf-Grimme-Preis für das interessanteste Experiment für Theodor Hierneis oder: Wie man ehem. Hofkoch wird (zusammen mit Hans-Jürgen Syberberg)
- 1978: Ludwig-Thoma-Medaille der Stadt München
- 1983: Bayerischer Poetentaler
- 1984: Bundesverdienstkreuz am Bande
- 2000: Nach ihm wurde der Walter-Sedlmayr-Platz in Feldmoching benannt.

## Veröffentlichungen
- Walter Sedlmayr: Alles nicht so wichtig. (mit Illustrationen von Josef Oberberger) Rosenheimer Verlagshaus, Rosenheim 1984, ISBN 3-475-52414-7.
- Hannes Burger: Walter Sedlmayrs Salvator-Reden. Süddeutscher Verlag, München 1988, ISBN 3-7991-6405-7.
- Ingeborg Pils: Beim Sedlmayr : Eine Münchner Wirtshausgeschichte, garniert mit 60 Rezepten von Rudi Färber. Buchendorfer Verlag, München 2002, ISBN 3-934036-85-6.
- Petra Cichos: Mordakte Walter Sedlmayr. Cichos Press, München 2018, ISBN 3-9818678-4-X.
- Karl Häusler: Justiz-Irrtum?: Der Mordfall Walter Sedlmayr Einer der spektakulärsten und rätselhaftesten Mordfälle in der deutschen Kriminalgeschichte. Verlagshaus Schlosser, Pliening 2020, ISBN 978-3-96200-321-0.